# Mikael Harutunjan
Mikael Harutunjan (armenisch ՄիքաելՀարությունյան; * 10. Februar 1946 im Dorf Saqiyan, Provinz Şamaxı, Aserbaidschanische Sozialistische Sowjetrepublik, UdSSR) ist ein armenischer Generaloberst und ehemaliger Verteidigungsminister der Republik Armenien.

## Biographie
Seine erste militärische Ausbildung erwarb Harutunjan zwischen 1963 und 1967 in der Höheren Kombinierten Kommandoschule der Aserbaidschanischen SSR in Baku. Von 1967 bis 1973 diente er in der sowjetischen Armee als Kommandant eines Zuges, anschließend als Befehlshaber einer Aufklärungseinheit.
Zwischen 1973 und 1976 setzte Harutunjan seine militärische Laufbahn in der Frunse-Militärakademie in Moskau fort. Nach dem Abschluss wurde er zum Aufklärungschef einer motorisierten Division in Jerewan befördert. 1982 wurde Harutunjan kurzzeitig als Leiter der Aufklärungsabteilung des sowjetischen Militärkorps in Kutaissi eingesetzt.
Von 1983 bis 1986 diente Harutunjan als stellvertretender Stabschef der Aufklärungsabteilung der 7. Sowjetischen Gardearmee, die Bestandteil des Transkaukasischen Militärkreises war. Anschließend durchlief er in den nächsten zwei Jahren eine Fortbildung in der Militärakademie des Generalstabes der Streitkräfte der Sowjetischen Truppen in Moskau und war dort im Anschluss bis zur Auflösung der Sowjetunion als Dozent tätig.
Zwischen 1992 und 1994 war Harutunjan erster stellvertretender Generalstabschef, von 1994 bis 2007 Generalstabschef der armenischen Streitkräfte und damit erster stellvertretender Verteidigungsminister von Armenien. 2002 erfolgte die Beförderung zum Generaloberst.
Im April 2007 wurde Harutunjan zum Verteidigungsminister Armeniens berufen. Ein Jahr später ernannte ihn der neu gewählte Präsident Sersch Sargsjan zum Militärinspektor und zu seinem Berater.

## Sonstiges
Nach der Revolution in Armenien 2018 ist Harutunjan nach Russland geflohen. Im Zusammenhang mit der brutalen Niederschlagung der Proteste in Armenien 2008, bei denen zehn Personen ums Leben kamen, wird er beschuldigt, die Armeeeinheiten nach Jerewan beordert, das Kriegsrecht verhängt und den Schießbefehl gegen die Demonstranten gegeben zu haben. Gegen ihn wird wegen des "Sturzes der Verfassungsordnung" strafrechtlich ermittelt. Im August 2018 erteilte Russland dem Antrag der armenischen Seite, Harutunjan nach Armenien auszuliefern, eine Absage.